# レスカルディーナ
レスカルディーナ（イタリア語: Rescaldina、[reskalˈdiːna]）は、イタリア共和国ロンバルディア州ミラノ県にある、人口約1万4000人の基礎自治体（コムーネ）。

## 地理

### 位置・広がり

#### 隣接コムーネ
隣接するコムーネは以下の通り。括弧内のVAはヴァレーゼ県所属を示す。
- カステッランツァ (VA)
- チェッロ・マッジョーレ
- チズラーゴ (VA)
- ジェレンツァーノ (VA)
- ゴルラ・ミノーレ (VA)
- レニャーノ
- マルナーテ (Marnate) (VA)
- ウボルド (VA)

### 地震分類
イタリアの地震リスク階級 (it) では、4 に分類される。